# Brutus Haneș
Brutus Haneș (n. 28 martie 1893, Făget – d. 30 aprilie 1932) a fost un pictor și publicist român din Banat.
A lucrat în anii 1920 ca ilustrator al unei reviste bucureștene care nu a avut o existență lungă. Poetul și jurnalistul Zaharia Stancu, care l-a cunoscut în acea perioadă, îl considera o persoană cu „o natură veselă”, ușor de simpatizat.
A mai fost și inspector al artelor la Ministerul Artelor și Cultelor și director general al artelor din Transilvania.